# SAR-Klasse GE
Die Fahrzeuge der Klasse GE der South African Railways (SAR) waren Dampflokomotiven der Bauart Garratt. Sie waren für den Personenzugdienst auf Hauptstrecken vorgesehen.

## Geschichte
Die Klasse war eine Weiterentwicklung der Probelokomotive der Klasse GA. Allerdings erhielten die Lokomotiven zweimal vier Kuppelradsätze – als zweite Garratt überhaupt – sowie innere Laufradsätze. Damit hatten sie mit 13,6 t gegenüber der Klasse GA (17,8 t) eine deutlich niedrigere Achslast und dennoch eine etwas höhere Zugkraft. 1925 wurde auch eine einzelne Lokomotive der Klasse GG gebaut, die den gleichen Kessel besaß, jedoch größere Treibräder und die Achsfolge (1'C1')(1'C1') hatte.
Die 18 Lokomotiven der Klasse GE wurden in drei Serien 1924/25, 1926 und 1930 beschafft. Die letzte Serie von zwei Stück hatte einen vergrößerten Zylinderdurchmesser. Die Lokomotiven der ersten Serie fuhren zunächst zwischen Johannesburg und Zeerust; später wurde die gesamte Klasse auf der von Durban ausgehenden Nordküstenstrecke eingesetzt.
In den 1970er Jahren wurden die GE von moderneren Garratts der Klassen GEA und GO verdrängt. Lok Nr. 2260, die erste der Klasse, ist erhalten geblieben.

## Sierra Leone Development Corporation
1931 beschaffte die Sierra Leone Development Corporation (SLDC) zwei Lokomotiven, die der zweiten Serie der Klasse GE entsprachen, allerdings für Meterspur gebaut waren. 1936 und 1937 folgten zwei weitere Maschinen. Sie wickelten bis zur Einführung von Diesellokomotiven im Jahr 1955 den gesamten Streckendienst der Bahn ab. Nach der Ausmusterung wurden sie zum Verkauf angeboten; da sich jedoch kein Käufer fand, wurden sie verschrottet.